# Фіорелло Ла Ґуардія
Фіорелло Генрі Ла Ґуардія (італ. Fiorello La Guardia; англ. Fiorello Henry La Guardia; 11 грудня 1882 — 20 вересня 1947) — американський адвокат і політик, який представляв Нью-Йорк у Палаті представників і обіймав посаду 99-го мера Нью-Йорка з 1934 по 1946 рік.

## Життєпис

### Ранні роки

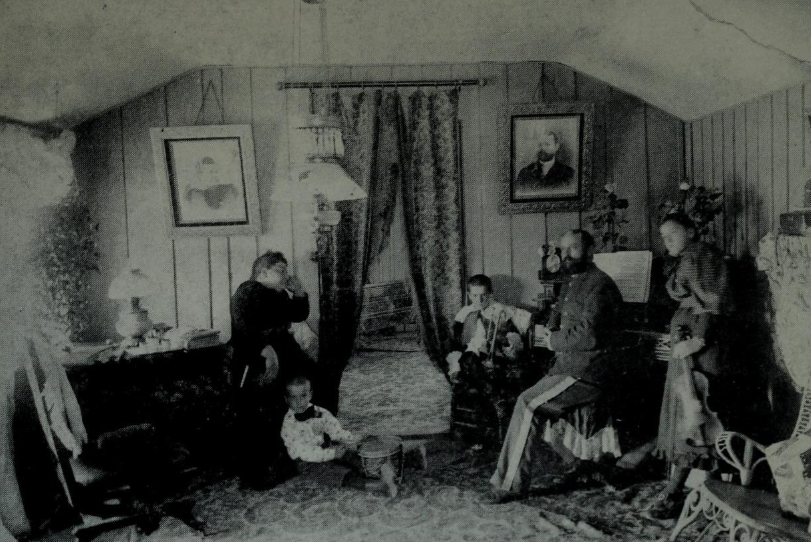
Сім'я Ла Ґуардія у 1890х

Фіорелло Ла Ґуардія народився 11 грудня 1882 року в Грінвіч-Вілледжі в Нью-Йорку в сім'ї італійських іммігрантів. Його батько, Акіле Луїджі Карло Ла Ґуардія, був музикантом, який іммігрував до США разом зі своєю дружиною Ірен Луцатто Коен Ла Ґуардія у 1880 році. У 1885 році батько Фіорело Акіле вступив на військову службу до Армії США: його призначили головним музикантом в Одинадцятий Піхотний Полк. У зв'язку з військовою службою Акіле сім'я Ла Ґуардія переїхала до військового Форту Саллі, що розташовувався у тодішній Території Дакота. Через кілька років сім'я Ла Ґуардія разом із Одинадцятим Піхотним Полком переїхала до селища Сакетс-Гарбор у штаті Нью-Йорк, де розташовувався військовий пост. У Сакетс-Гарбор Фіорело почав відвідувати школу. У 1890 Ла Ґуардія знову переїхали із Одинадцятим Піхотним Полком до Форту Гуачука у Аризоні. У 1892 році Ла Ґуардія переїхали до Форту Віпл (зараз — місто Прескотт) в Аризоні, де Фіорелло відвідував школу, а також працював продавцем молока. В сім'ї Ла Ґуардія рідко говорили італійською мовою: Акіле Ла Ґуардія вважав, що, оскільки зараз вони є американцями, потрібно практикувати англійську мову.

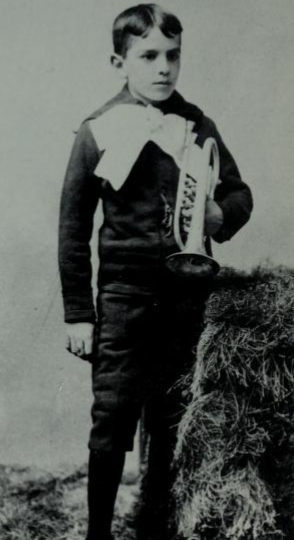
Фіорелло Ла Ґуардія у віці 13 років

Фіорелло закінчив середню школу у 1898 році, і його призначили випускником, що оголошує прощальну промову. Через кілька днів він почав навчання у старшій школі, однак полк його батька перевели до Мобілу, Алабама, в той час як жінки та діти військовослужбовців цього полку жили на території військового посту біля Сент-Луїсу, Міссурі. У Сент-Луїсі Фіорелло безуспішно намагався записатись до армії, а потім почав працювати у місцевій газеті Saint Louis Post-Dispatch, яка належала Джозефу Пулітцеру. У 1898 році батька Фіорелло звільнили з армії за станом здоров'я і сім'я переїхала до італійського міста Тріест, яке тоді знаходилось під владою Австро-Угорщини, і де жила сім'я матері Фіорелло.

### Австро-Угорщина (1898—1906)
Перші два роки у Трієсті Ла Ґуардія допомагав своєму батьку у різних підприємницьких спробах: продаж товарів з візку та постачальник для круїзних кораблів. У 1900 році Ла Ґуардія поїхав до Будапешту, де йому запропонували роботу перекладача в американському консульстві. Під час роботи у Будапешті Ла Ґуардія познайомився із відомою тоді американською танцюристкою Лої Фуллер, яка загубила паспорт у Будапешті, а Ла Ґуардія їй доставив новий. Крім того, Ла Ґуардія вмовив акомпаніатора танцюристки Айседори Дункан не покидати своєї роботи, як той хотів зробити. Ла Ґуардія згадував, що ніколи не розумів, чому цим питанням займалось консульство.
Через три роки роботи у консульстві Ла Ґуардія призначили головою консульської установи у австро-угорському місті Фіуме (зараз — місто Рієка в Хорватії). Одним з його обов'язків на цій посаді було забезпечити виконання правил охорони здоров'я на кораблях, що відпливали від порту Фіуме до США. Одного разу Ла Ґуардія особисто з'явився на медичне обстеження пасажирів кораблю, що спантеличило представника перевізника. В той час, якщо пасажир корабля прибував до США з певними хворобами, його відсилали назад, за рахунок перевізника. У Вашингтоні на Ла Ґуардія скаржились за те, що він не підписує судну відповідний сертифікат без медичного обстеження пасажирів, однак Державний департамент США підтримав його підхід. У 1904 році помер батько Ла Ґуардія, і його сім'я переїхала до нього з Трієста.
Ла Ґуардія безуспішно намагався просунутись у кар'єрі в Державному департаменті США: спочатку він просив надати консульській установі у Фіуме статусу консульства, після того, як йому в цьому відмовили, він просив призначити його Генеральним консулом у Белграді, однак і цього разу він отримав відмову. У 1906 році Ла Ґуардія звільнився зі служби в Держдепартаменті. Він влаштувався стюардом та перекладачем на пароплаві, на якому повернувся до США.

### Повернення до США
У США Ла Ґуардія декілька тижнів пропрацював на цегляному заводі у Огайо, але, оскільки там не було можливостей для навчання, яке він хотів продовжити, щоб стати юристом, він покинув роботу та поїхав до Нью-Йорка. У Нью-Йорку Ла Ґуардія влаштувався перекладачем у Товаристві попередження жорстокості до дітей. Потім він працював клерком у пароплавній компанії, а пізніше — стенографістом у компанії з продажу одягу Abercrombie & Fitch. Він також відвідував вечірню школу, щоб підготуватися до кваліфікаційного іспиту на цивільну державну службу. Ла Ґуардія успішно склав іспит та у 1907 році влаштувався перекладачем у імміграційному центрі, що розташовувався на острові Елліс y Верхній Затоці Нью-Йорку. Як перекладач, він також брав участь у засіданнях Нічного суду, який розглядав справи іммігрантів, що порушили закон. По вечорах Ла Ґуардія навчався у Школі права Нью-Йоркського університету.
У 1910 році Ла Ґуардія закінчив навчання у Школі права Нью-Йоркського університету, здобувши ступінь бакалавра права. У тому ж році він склав адвокатський іспит та став членом адвокатської колегії. Він звільнився з імміграційного центру та відкрив власну юридичну фірму у Нью-Йорку. У цей період Ла Ґуардія працював над справами про тілесні ушкодження, депортацію іммігрантів, оренду приміщень, трудові спори, тощо. У 1912 році він почав працювати із партнером Раймондо Канудо. Їхня фірма займалась переважно імміграційними справами. У 1913 році Ла Ґуардія був посвячений у члени масонську ложу Гарібальді. У 1914 році Ла Ґуардія почав працювати у партнерстві з єврейськими юристами та консультував своїх клієнтів на їдиші.
Ла Ґуардія також вів насичене соціальне життя. Він вступив до Республіканського клубу, який був противагою товариству Таманні-хол — політичному клубу, який контролював висунення кандидатів на політичні посади від Демократичної партії у Нью-Йорку та штаті Нью-Йорк. Крім того, навколо Ла Ґуардія сформувалось різноманітне коло друзів та однодумців, до яких входили письменниця Фанні Гьорст, скульптор Аттіліо Пічіріллі, скульптор та поет Оноріо Руотоло, поет та політичний активіст Артуро Джованнітті, та авіаконструктор Джузеппе Маріо Беланка. Коли Беланка вирішив створити свою компанію з конструювання літаків, Ла Ґуардія став її директором, а також займався юридичними справами компанії.

### Початок політичної діяльності
У 1914 році Ла Ґуардія невдало балотувався до Палати представників США, програвши вибори демократу Майклу Фарлі. Фарлі виграв вибори лише з невеликою перевагою: набрав на 1700 голосів більше ніж Ла Ґуардія. Тим не менш, завдяки непоганому результату на виборах, Ла Ґуардія став важливою фігурою у місцевій Республіканській партії. Республіканці домоглись для Ла Ґуардія посади заступника Генерального прокурора штату Нью-Йорк. На цій посаді Ла Ґуардія відзначився тим, що намагався безуспішно засудити лонг-айлендські устричні компанії за вилов молодих гребінцевих, нью-джерсійські заводи за забруднення повітря у Нью-Йорку, та м'ясоконсервні фабрики за неправильне позначення ваги.
У 1916 році Ла Ґуардія взяв участь у виборах до Палати представників США як кандидат, висунутий Республіканською партією. На цих виборах йому знову протистояв демократ Майкл Фарлі, який волів переобратись членом Палати представників від штату Нью-Йорк. Ла Ґуардія вів жваву передвиборчу кампанію, під час якої виступав із промовами на їдиші, запевняв вихідців з Ірландії, що підтримував Ірландську республіканську армію, а вихідцям з Німеччини зізнавався, що йому не подобалось зростаючі анти-німецьки настрої в США. Він безуспішно викликав Фарлі на дебати та закидав йому необізнаність про стан справ у окрузі, який той представляв. Зрештою, Ла Ґуардія мінімально обійшов Фарлі, набравши на 357 голосів більше. Обравшись до Палати представників США, Ла Ґуардія став національною знаменитістю, оскільки йому вдалося обратись від штату Нью-Йорк без підтримки потужної та впливової організації Таманні-хол. Він також став першим американцем італійського походження, обраним до Конгресу США.

### Перша світова війна

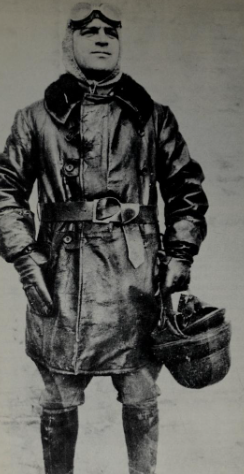
Фіорелло Ла Ґуардія у формі пілота, 1917 рік

У 1917 році Ла Ґуардія, який підтримував вступ США у Першу світову війну, став одним із п'ятьох конгресменів, які мобілізувались до армії США. Ла Ґуардія записався до авіаційного підрозділу Корпусу зв'язку Армії США і отримав звання першого лейтенанта. У жовтні 1917 року підрозділ, в якому служив Ла Ґуардія, був прибув до італійського міста Фоджа, де народився батько Ла Ґуардія. Під час війни Ла Ґуардія тренував військових, виконував бомбардувальні місії на австрійському фронті, брав участь у таємних операціях та пережив авіакатастрофу. Він також скасував контракт на поставку розвідувальних літаків із італійською компанією SIA через те, що у літаків, сконструйованих компанією відпадали крила під час польоту. У січні 1918 року Ла Ґуардія став членом Об'єднаної авіаційної комісії армії і флоту. Фактично він очолив американську авіацію в Італії. Ла Ґуардія також займався агітацією: він запевняв італійців, що США вступили у війну не для того, щоб продовжити її, а щоб завершити її. Він також закликав італійців позичити італійському уряду гроші на війну. Ла Ґуардія залишив армію у званні майора у жовтні 1918 року.

### Подальша кар'єра
У 1918 році Ла Ґуардія знову взяв участь у виборах до Палати представників США. Хоча він не зміг вести повноцінну передвиборчу кампанію через військову службу, його досягнення на військовій службі зробили його знаменитим. На цей раз Ла Ґуардія мав підтримку як демократів, включаючи товариство Таманні-хол, так і республіканців. Головним суперником Ла Ґуардія на цих виборах був соціаліст, економіст та колишній викладач Пенсільванського університету Скот Ніарінґ. Ла Ґуардія критикував Ніарінґа за антивоєнну позицію, наголошуючи на тому, що європейські соціалісти підтримували свої уряди у війні. Він виграв вибори, набравши 14 523 голосів, у той час, як Ніарінґ набрав 6 514 голосів.

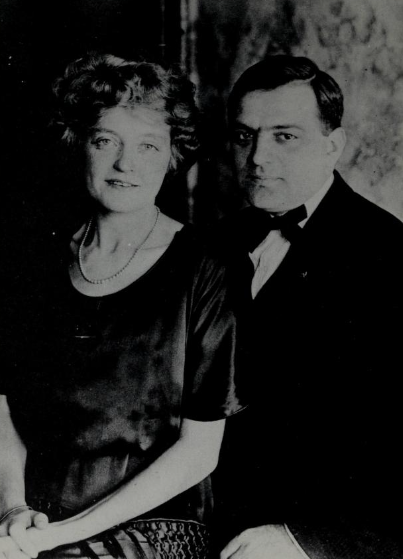
Ла Ґуардія із своєю першою дружиною Теа

У березні 1919 року Ла Ґуардія одружився із Теа Альмеріґотті, іммігранткою з Трієста, з якою він познайомився у 1915 році. У тому ж році республіканці вмовили його взяти участь у виборах до Нью-Йоркського правління муніципальної корпорації, пообіцявши йому, що це відкриє шлях до кандидатства у мери Нью-Йорка. Ла Ґуардія виграв вибори та став президентом Нью-Йоркського правління муніципальної корпорації, що на той час було другою найважливішою посадою в Нью-Йорку. На цій посаді Ла Ґуардія відзначився тим, що блокував спроби вигнати п'ятьох соціалістів, які обрались до Легіслатури штату Нью-Йорк, домігся скасування контрактів на будівництво та матеріали із завищеними цінами, заблокував підвищення зарплатні штатним службовцям, чия зарплатня складала більше ніж 5000 доларів США на рік, а також тим, що конфліктував із тодішнім губернатором штату Нью-Йорк Нейтаном Л. Міллером, зокрема, через закон про прямі праймериз, який Міллер хотів скасувати.
Нейтан Л. Міллер, своєю чергою, знищив шанси на висунення Ла Ґуардія кандидатом на посаду мера Нью-Йорка від Республіканської партії. Ла Ґуардія програв праймериз Генрі Каррену, і той став кандидатом від Республіканської партії на виборах мера Нью-Йорка у 1921 році. У 1922 році, коли сплив строк його повноважень президента Нью-Йоркського правління муніципальної корпорації, Ла Ґуардія повернувся до юридичної практики у Нью-Йорку, почавши працювати у La Guardia, Sapinsky & Amster — юридичній фірмі, яку він співзаснував. У тому ж році республіканці висунули Ла Ґуардія кандидатом на вибори у Палату представників від штату Нью-Йорк.
На виборах Ла Ґуардія протистояв соціалісту Вільяму Карліну. Передвиборча платформа Ла Ґуардія включала обіцянки закону про мінімальну заробітну платню, про пенсії за віком, про дитячу працю, про скасування судових заборон у колективних трудових спорах, про виплати на випадок непрацездатності тощо. Він виграв вибори з перевагою у 254 голоса. З тих пір Ла Ґуардія успішно переобирався до Палати представників до 1932 року, коли він програв вибори демократу Джеймсу Ланцетті на фоні стрімко падаючою популярності Республіканської партії.
У 1929 році Ла Ґуардія безуспішно брав участь у виборах мера Нью-Йорка: він програв діючому меру Джиммі Волкеру. У 1933 році Ла Ґуардія знову взяв участь у виборах мера Нью-Йорка. На цих виборах Ла Ґуардія протистояв діючому меру Нью-Йорка Джону П. О'Браєну та демократу Джону Маккі. Ла Ґуардія виграв вибори, набравши 858 511 голосів, у той час, яка Маккі та О'Браєн набрали 604 405 та 586 100 голосів відповідно. У 1934 році Ла Ґуардія став мером Нью-Йорка. У 1936 році Ла Ґуардія обрали президентом Конференції мерів США, і він залишався ним до 1945 року.

### Останні роки життя
Під час Другої світової війни президент США Франклін Рузвельт призначив Ла Ґуардія директором Офісу Цивільної оборони, а також головою Спільної оборонної ради США та Канади. У 1945 році Ла Ґуардія вирішив не переобиратись на посаду мера Нью-Йорка. Покинувши посаду мера Нью-Йорка, Ла Ґуардія вів радіопередачі, а також писав колонку. У 1946 році Ла Ґуардія призначили генеральним директором УННРА, Адміністрації Організації Об'єднаних Націй для допомоги і відбудови, однак скоро звільнився з посади, коли США та Британія припинили фінансування організації. У 1947 році в нього почало погіршуватись здоров'я: він страждав від хребетного болю, що був наслідком травми, яку він отримав в авіакатастрофі під час Першої світової війни. Під час медичного обстеження в нього виявили рак підшлункової залози. Він помер 20 вересня 1947 року.

## Діяльність у Палаті представників США

### 1917—1919

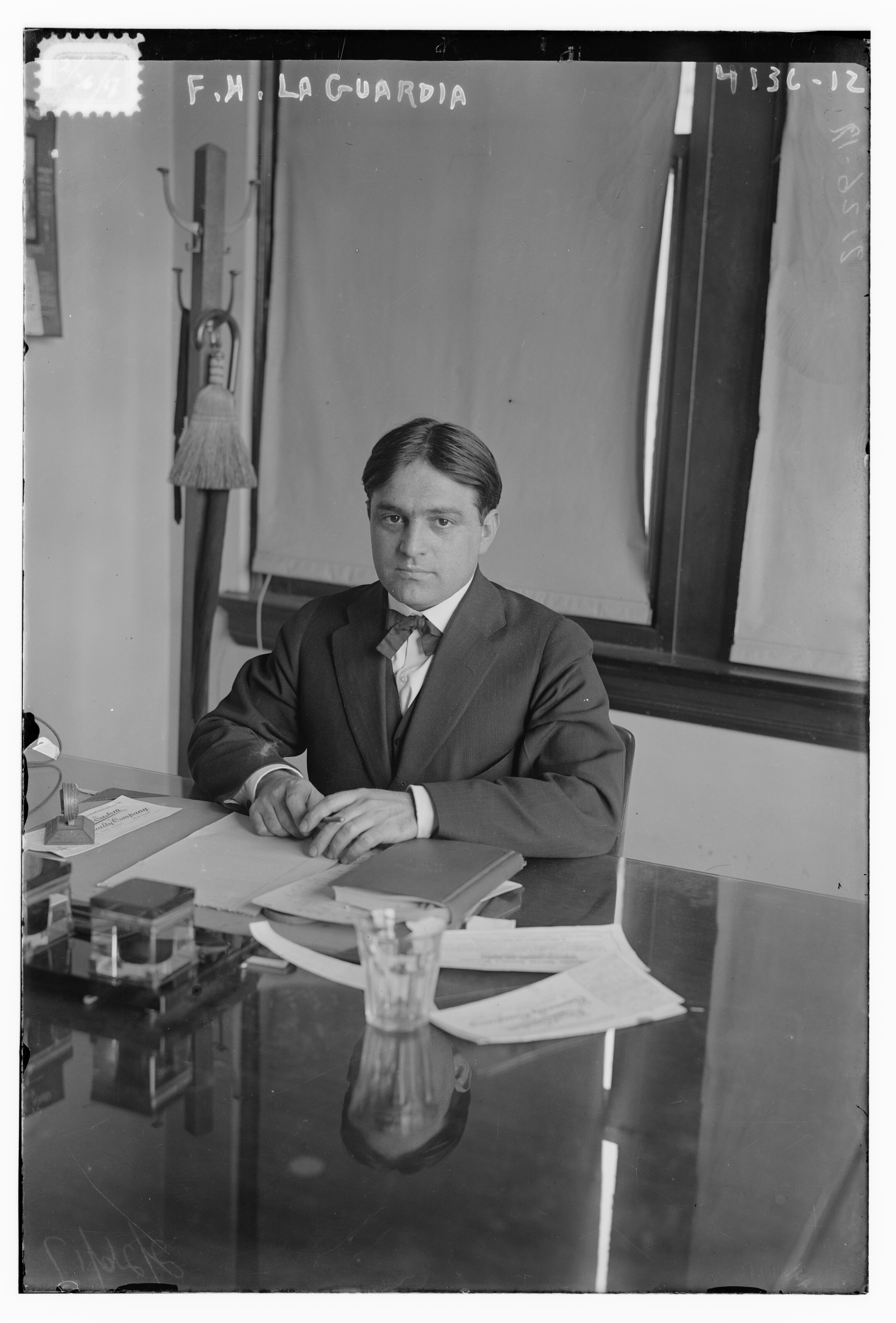
Ла Ґуардія між 1915 та 1920 роками

Під час перших двох каденцій (1917—1919 рр.) Ла Ґуардія, порушивши негласне правило, що «молодші» конгресмени, тобто ті, хто потрапив до Конгресу вперше, мали не висловлюватись, коли говорять їхні старші колеги, представив законопроект, який передбачав ув'язнення в мирний час і смертну кару під час війни для тих, хто продає недоброякісну їжу, одяг, амуніцію або зброю армії чи флоту. Законопроект передали до Юридичного комітету Палати представників, де він і був похований. Він також став одним із членів Палати представників, які підтримали оголошення війни Німеччині у квітні 1917 року. Крім того, Ла Ґуардія підтримав заходи, пов'язані з оголошенням війни, такі як мобілізація. Тим не менш він різко виступав проти Законопроекту про шпигунство (який став Законом про шпигунство 1917 року), зокрема, через те, що він давав президенту США повноваження припиняти публікацію будь-якої інформації, яка стосувалась «національної оборони». Він сказав Палаті: «Дозвольте мені припустити, що дивізію чи табір годували неналежним чином, і що внаслідок цього вся дивізія була виведена з ладу і з цієї причини не могла бути мобілізована. Газетам і всім іншим буде заборонено висвітлювати ці дії, тому що це виявить фактичний стан того табору чи полку». Коли було запропоновано обмежити кожного конгресмена п'ятьма хвилинами в дебатах щодо законопроекту про шпигунство, Ла Ґуардія рішуче запротестував: це не те питання, яке можна чи потрібно обговорювати за п'ять хвилин, оскільки цей законопроект був революційним заходом. Він також попереджав інших членів Палати: якщо законопроект буде прийнятий, він змінить усе, за що колись стояв і стоїть прапор США. Потужна атака на цензурні положення законопроекту з боку Ла Ґуардія, прогресистів, а також преси, призвели до скасування цих положень.
Ла Ґуардія виступав проти Закону про торгівлю з ворогом 1917 року, оскільки він надав президенту широкі повноваження включати цілі групи іноземців у категорію «ворога» без урахування особистих прав. Його поправки до відповідного законопроекту були відхилені. Водночас Ла Ґуардія підтримував законопроект, що передбачав позику трьох мільярдів доларів США союзникам США у Першій світовій війні. Ла Ґуардія виступав проти того, щоб дохід одиноких чоловіків, що заробляли більше ніж 1000 доларів США на рік, підлягав оподаткуванню, та проти підвищення тарифів на поштові послуги.
Повернувшись до Палати представників після військової служби та виборів, Ла Ґуардія представив резолюцію про скасування Закону про шпигунство 1917 року в той час, коли переслідування радикалів за цим Законом множилися щодня. На додаток, Ла Ґуардія представив резолюцію, яка наказувала американським делегатам на Паризькій мирній конференції протестувати проти спалахів антисемітизму, про які повідомляли у новоствореній Польщі та інших частинах Європи. Як писав Говард Зінн, в результаті Державний департамент отримав запевнення від низки країн, що вони не будуть переслідувати євреїв.
Ла Ґуардія був жорстким противником запровадження «сухого закону». Під час слухань щодо Закону Волстеда, призваного забезпечити виконання «сухого закону», введеного Вісімнадцятою поправкою до Конституції США, він вказував на те, що такий закон не можливо виконати, а також на те, що він не вирішить проблему зловживання алкоголем. Ла Ґуардія вважав проблему алкоголізму питанням освіти, а не питанням законодавства.
У Фіумському конфлікті, а саме суперечок, щодо того, якій країні має відійти місто Фіуме (сучасна Рієка) з околицями, Ла Ґуардія був на боці Італії. У сенатському Комітеті з міжнародних відносин він заявив, що «люди Фіуме є італійськими за духом, кров'ю, мовою та в усіх відношеннях». Одним із каменів спотикання на шляху до вирішення Фіумського питання був той факт, що Сусак, важливе передмістя Фіуме, було переважно хорватським, але Ла Ґуардія безтурботно проігнорував це, сказавши, що «дух Фіуме, включаючи Сусак, буде італійським». Він нагадав Комітету про дев'ятий пункт з Чотирнадцяти пунктів Вільсона, відповідно до якого кордони Італії мали виправитись за «чітко впізнаваними національними лініями».

### 1923—1933
У 68-ому Конгресі Ла Ґуардія виступав проти законопроекту, що обмежував імміграцію з південної та східної Європи. Він наступним чином висловлювався щодо законопроекту: «він ненауковий, тому що він не відповідає економічному стану країни, тому що він є результатом обмеженості поглядів і фанатизму, а також тому, що він натхненний, заохочуваний та підстьобнутий впливами …, постійно одержимими англосаксонською зверхністю». Поправка Ла Ґуардія щодо квот іммігрантів, що дозволяла більший потік, була відхилена. Після того, як законопроект був прийнятий, Ла Ґуардія почав працювати над поправками, щоб зменшити тягар закону. Так, у грудні 1924 року він представив поправку, яка дозволяла сім'ям громадян і претендентам на громадянство в'їжджати в країну на неквотній основі. На початку 1927 року Ла Ґуардія домігся, щоб Палата представників поширила неквотний статус на дітей американських громадян віком від вісімнадцяти до двадцяти одного року, але до кінця сесії залишилося лише кілька днів, а в Сенаті його законопроект залишився без руху.

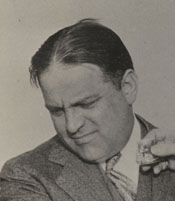
Ла Ґуардія в 70-му Конгресі США

У питаннях міжнародної політики Ла Ґуардія тримався позиції невтручання у справи країн Карибського регіону: він різко критикував втручання у справи Нікарагуа та використання американських військ для тиску на лідерів країни, закликаючи негайно вивести американські війська, які увійшли до Нікарагуа взимку 1927 року. Ла Ґуардія також критикував діяльність США у Гаїті, де існувало щось подібне до протекторату з моменти висадки американських війську у 1915 році. Крім того, Ла Ґуардія виступав за більшу автономію для Пуерто-Ріко: у 70-му Конгресі він вніс законопроект про всенародні вибори губернатора Пуерто-Ріко та отримав телеграми подяки від Сенату та Палати представників цього острова. Однак законопроект застряг у комітеті.
Ла Ґуардія був одним із тих, хто підтримували ідею міжнародних організацій. Зокрема, він був серед членів Палати представників, які ухвалили рішення, що США має приєднатись до Постійної палати міжнародного правосуддя.
Ла Ґуардія завзято виступав проти здачі в оренду компанії Генрі Форда прав для розвитку долини Теннессі для виробництва нітратів. Водночас він підтримував великі проєкти за державні кошти, такі, як будівництво дамби на річці Колорадо. Ла Ґуардія був прибічником контролю цін на оренду нерухомості і голосував за відповідний законопроект. На додаток він виступав проти законопроекту Макнарі-Гауґена про допомогу фермерам, який передбачав, що уряд буде вивозити надлишки сільськогосподарської продукції за кордон, щоб підтримувати високі внутрішні ціни на сільськогосподарську продукцію. Ла Ґуардія стверджував, що такий підхід просто підвищить ціни на сільськогосподарську продукцію, завдаючи шкоди споживачам, не захищаючи обидві групи від газових трестів, трестів сільськогосподарської техніки, шкіряних трестів. Він наполягав, що натомість було потрібне комплексне законодавство, що встановлювало б національне регулювання транспорту, продажу та грошей.
У 1932 році Ла Ґуардія став співавтором Закону Норріса-Ла Ґуардія, який звужував повноваження федеральних судів видавати судові заборони в трудових спорах, а також забороняв закріплювати в трудових договорах зобов'язання працівника не вступати до профспілок. Ла Ґуардія представляв законопроекти, що звужували повноваження федеральних судів видавати судові заборони в трудових спорах, починаючи з 1924 року. Однак кожного разу такі законопроекти залишались похованими у Юридичному комітеті Палати представників. У Сенаті сенатор від Небраски Джордж В. Норріс працював над законопроектом, що забороняв закріплювати в трудових договорах зобов'язання працівника не вступати до профспілок. Однак його законопроект також не був прийнятий Сенатом. На початку 1932 року, коли зібрався 72-ий Конгрес, Норріс та Ла Ґуардія представили законопроект, кожен у своїй палаті. У Сенаті дебати розпочалися 23 лютого 1932 року, коли Норріс взяв слово для рішучого захисту законопроекту. Передбачаючи, що законопроект будуть критикувати з точки зору його конституційності, він стверджував, що Конгрес має право проголошувати державну політику з будь-якого питання, де він має право видавати закони. Через тиждень, після голосування проти низки поправок, спрямованих на послаблення законопроекту, Сенат ухвалив його 75 голосами проти 5.
У Палаті представників дебати з приводу законопроекту Норріса-Ла Ґуардія розпочалися 8 березня 1932 року. Законопроект зазнав значної критики, зокрема, від члена Палати представників від Пенсільванії Джеймса М. Бека. Бек захищав використання судових заборон у трудових спорах на тій підставі, що працівникам не слід надавати привілеїв, в яких відмовляють іншим. «Що може бути гуманнішим і благодійнішим, — запитував Бек, — ніж цей метод вирішення трудових спорів? Суд… лише наказує йому [робітникові] утримуватися від втручання у власність свого роботодавця та свободу інших робітників працювати на свого роботодавця». Ухвалюючи законопроект, заявив він, Конгрес «зробить довгий марш у бік Москви». Ла Ґуардія взяв слово та пояснив, що законопроект був необхідним, тому що деякі федеральні судді служили могутнім фінансовим інтересам, а проголошення державної політики робитися обраними представниками американського народу, а не політично призначеним федеральним суддею. Зрештою, Палата представників прийняла законопроект переважною більшістю голосів 362 проти 14.

## Діяльність на посаді мера Нью-Йорка

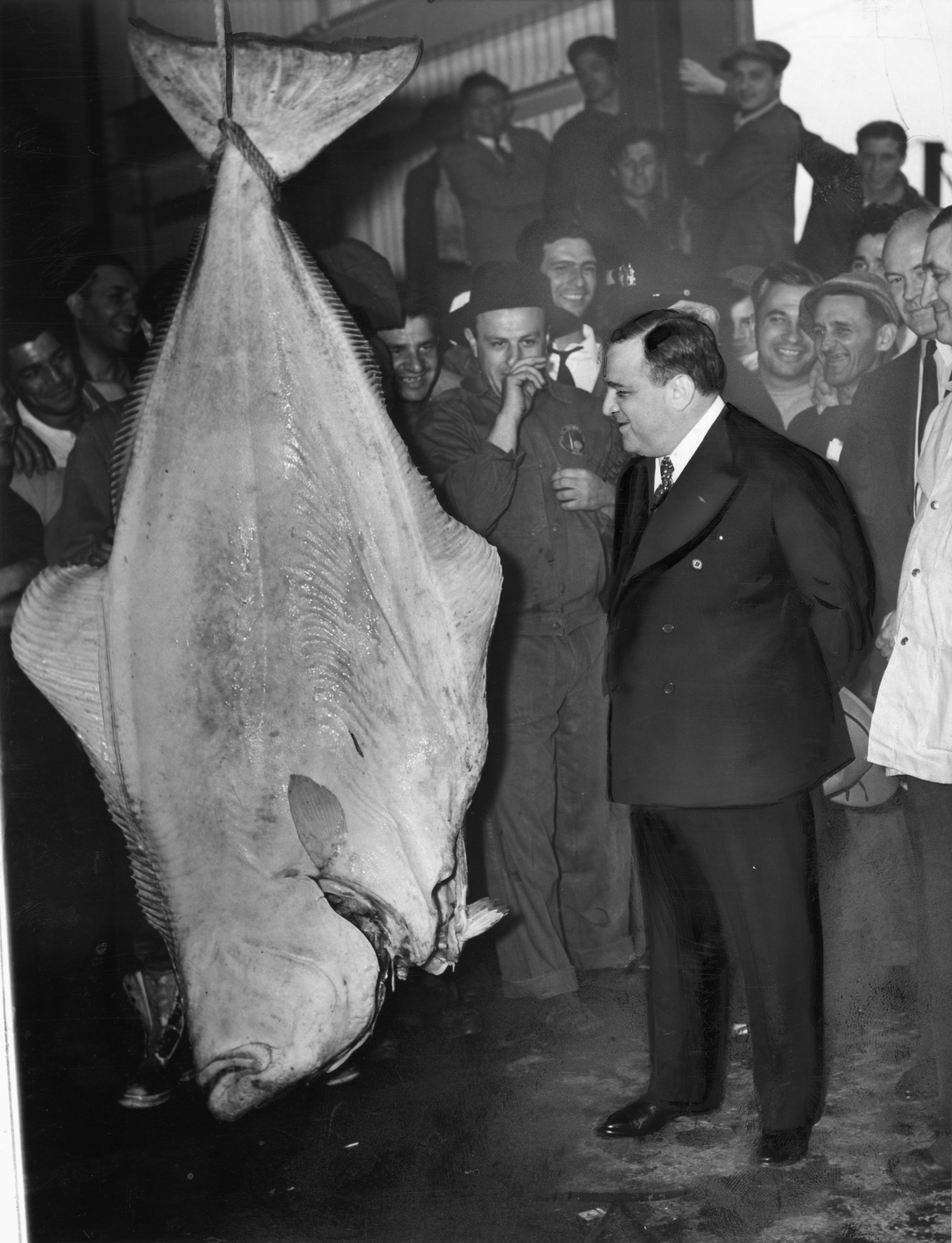
Ла Ґуардія із великим палтусом, 1939 р.

Коли Ла Ґуардія вступив на посаду 1 січня 1934 року, Нью-Йорк був на межі банкрутства. «Банкірська угода» надала кредиторам міста право вето на муніципальні витрати. Більше 230 000 жителів Нью-Йорка були безробітними, і кожен шостий житель Нью-Йорка жив на соціальні виплати. Першим кроком Ла Ґуардія на посаді мера стала вимога ширших виконавчих повноважень: він підготував законопроект, який давав меру повноваження подолати існуючі закони про формування органів міської влади і реорганізувати міську бюрократію, а також визначати заробітну платню кожного муніципального працівника своїм виконавчим наказом. Законопроект вимагав схвалення владою штату Нью-Йорк. У тодішнього губернатора штату Нью-Йорк Герберта Л. Лемана були сумніви щодо законопроекту: «Жоден чоловік у цій країні ніколи не вимагав і не отримував такої диктаторської влади, яка буде в тебе у разі прийняття цього законопроекту», — писав він Ла Ґуардія.
Ла Ґуардія запустив потужну медіакампанію на захист свого законопроекту: від давав промови на радіо, а також на різних заходах. Газети почали складати списки законодавців, які голосували проти законопроекту. На законодавців та губернатора штату Нью-Йорк також чинився тиск з Вашингтону. Зрештою, законопроект був прийнятий, і Ла Ґуардія отримав широкі повноваження, хоча й дещо звужені у порівнянні з тими, які були в оригінальному законопроекті. Ла Ґуардія також домовився із кредиторами міста про зменшення процентної ставки, і таким чином, місту стало легше продавати міські бонди (довгострокові облігації). Ла Ґуардія домігся запровадження 2-відсоткового податку на продажі з метою фінансування муніципальних соціальних програм. З його боку це був компроміс, адже, будучи членом Палати представників, він був опонентом податку на продажі.
У 1935 році Ла Ґуардія довелось мати справу із гарлемськими расовими заворушеннями, що спалахнули через неправдиві чутки, що поліція забила на смерть чорного хлопця, який вкрав щось у місцевій крамниці. Біля крамниці зібрався розлючений натовп, який напав на крамницю та розкрав її. Заворушення розповсюдились по Гарлему, і до того, як було відновлено порядок, загинуло троє осіб, а більше 100 осіб отримали тілесні ушкодження. Також більше 250 крамниць були пограбовані. В результаті було заарештовано 125 осіб. Після заворушень Ла Ґуардія призначив комісію для вивчення стан справ у Гарлемі. Комісія провела 25 слухань, у процесі яких 125 свідків дали свідчення. За результатами вивчення Комісія видала доповідь під назвою «Негри в Гарлемі: Доповідь про соціальні та економічні умови, відповідальні за спалах 19 березня 1935 року» (англ. The Negro in Harlem: A Report on Social and Economic Conditions Responsible for the Outbreak of March 19, 1935). У доповіді говорилось, що економічні проблеми в Гарлемі могли бути вирішені більш агресивним втручанням уряду в попередження расової дискримінації у сфері муніципального працевлаштування. Крім того, у доповіді зазначалось, що має бути забезпечено більш суворе виконання житлового кодексу для того, щоб боротись із перенаселенням та завищенням цін. Відповідно до доповіді, нижчі рівні освіти та охорони здоров'я, могли б бути покращені, якби до Гарлема ставились так само, як і до інших районів Нью-Йорка. На додаток, у доповіді зазначалось, що населення Гарлема так легко повірило у неправдиві чутки, тому що у нью-йоркської поліція була репутація жорсткої та брутальної установи, і тому рекомендувалось створити громадську раду, яка б розглядала скарги громадян на поліцію. За часів Ла Ґуардія у Гарлемі були створені нові центри охорони здоров'я, школи, а також дитячі майданчики.

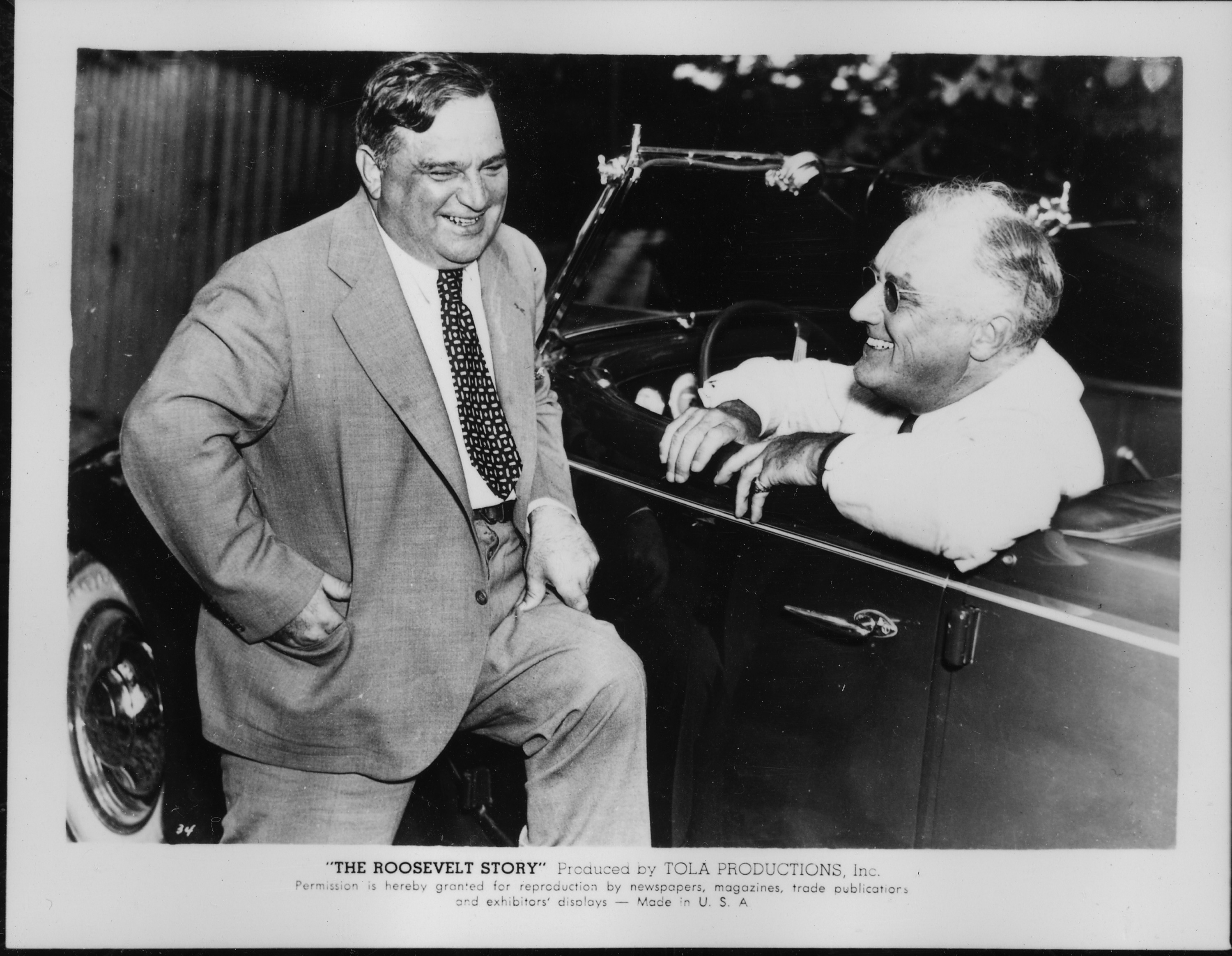
Фіорелло Ла Ґуардія та Франклін Рузвельт

Мер Ла Ґуардія отримав щедре фінансування від федеральної влади на потреби міста, пообіцявши президенту США Франкліну Рузвельту, що зробить Нью-Йорк вітриною політики Нового курсу. У перші 100 днів Ла Ґуардія на посаді мера Нью-Йорк отримав від федерального уряду 50 мільйонів доларів США. Частина цих коштів пішла на розбудову та реконструкцію парків, якою завідував нью-йоркський чиновник та містобудівник Роберт Мозес. Біля 68 000 працівників було задіяно у розбудові та реконструкції парків, багато з яких до того були безробітними. Між 1934 та 1938 роками Нью-Йорк отримав 1.5 мільярди доларів США від федерального бюджету на громадські споруди. Федеральні гранти та позики значно змінили вигляд міста: були побудовані, зокрема, Тунель Лінкольна, міст Трайборо (міст ім. Роберта Ф. Кеннеді), міст Марін-Парквей, що з'єднує Бруклін із Квінзом.
У період правління Ла Ґуардія Нью-Йорк уперше запропонував державне житло, єдину систему транспорту, навчання та субсидії для мистецтва та музики. Соціальні виплати стали фінансуватись із податку на продаж, а міське законодавство було змінено таким чином, щоб централізувати муніципальні повноваження, консолідувати департаменти, ліквідувати районні та окружні офіси. Крім того, Ла Ґуардія відзначився боротьбою з тим, що він вважав аморальними явищами. Він оголосив непримиренну війну ігорному бізнесу, закрив бурлеск-шоу та прибрав пікантні журнали з газетних кіосків, покладаючись на своє повноваження «прибирати сміття».
Опитування 1993 року серед істориків, політологів і урбаністів, проведене Мелвіном Г. Голлі з Університету Іллінойсу в Чикаго, показало, що Ла Ґуардія став найкращим мером, серед мерів великих міст США, що обіймали посаду між 1820 і 1993 роками.

## Номінації та нагороди
У 1940 році Єльський університет присвоїв Ла Ґуардія почесний ступінь доктора права. У 1944 році Ла Ґуардія отримав премію Пібоді за видатні суспільні заслуги. У 1946 році Ла Ґуардія отримав Орден Відродження Польщі за його роботу в УННРА.

## Особисте життя
Перша дружина Ла Ґуардія Теа померла у 1921 році від туберкульозу. У 1920 році у Теа та Ла Ґуардія народилась дочка Фіоретта, яка також померла у 1921 році від туберкульозу. У 1929 році Ла Ґуардія одружився зі своєю помічницею Мері Фішер. У 1933 році Мері та Фіорелло вдочерили Джин, дочку сестри Теа, а також всиновили Еріка.

## Мемуари
У 1948 році були опубліковані мемуари Ла Ґуардія «Становлення повстанця: автобіографія, 1882-1919» (англ. The Making Of An Insurgent: An Autobiography, 1882-1919).

## Вшанування пам'яті

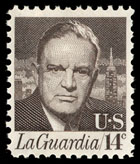
Марка із зображенням Фіорелло Ла Ґуардія

На честь Ла Ґуардія названий нью-йоркський аеропорт Ла-Ґуардія. Крім того, на його честь названа Вища школа музики, мистецтва та театрального мистецтва Фіорелло Ла Ґуардія в Нью-Йорку, а також Громадський коледж Ла-Ґуардія в Нью-Йорку. В 1976 році Поштова служба США вшанувала Ла Ґуардія, розмістивши його зображення на пам'ятній марці. У 1994 році у Грінвіч-Вілледжі у Нью-Йорку встановили статую Ла Ґуардія.

## В популярній культурі
Наступні актори зіграли Ла Ґуардія:
- Дейв Менлі —в американському фільмі 1942 року «Гордість Янкі» Сема Вуда[23]
- Філ Арнольд — в американському фільмі 1955 року «Військовий суд Біллі Мітчела» (англ. The Court-Martial of Billy Mitchell)[24]
- Соррел Брук — в американському телефільмі 1977 року «Дивовижний Говард Г'юз» (англ. The Amazing Howard Hughes)[25]
- Аль Россі — в американському телефільмі 1996 року «Душа гри» (англ. Soul of the Game)[26]
- Вінні Дженна — в американському фільмі 2004 року «Ангели із залізними щелепами» (англ. Iron Jawed Angels)[27]

У 1959 році вийшов присвячений Ла Ґуардія мюзикл «Фіорелло!» (англ. Fiorello!), в якому його зіграв актор Том Бослі, який отримав за цю роль премію Тоні.